# 七海菜々
七海 菜々（ななみ なな、1980年6月17日 - ）は、日本の元AV女優。かつては上野結という名前で活動していた。ななという別名がある。 
神奈川県出身。

## 略歴
- 1997年 - AVデビュー。

## 作品

### アダルトビデオ
「上野結」名義でリリース
- PURE DREAMSー女優志願 上野結ー（1997年、シャイ企画）
- 悶絶セレナーデ（1997年11月25日、マックス・エー / Calen）
- 裏女尻（1998年8月14日、アリスJAPAN）
- スポーツ楽園（1998年12月18日、宇宙企画）

「なな」名義でリリース
- ひとひらの旅　旦那に内緒で不倫旅行[第十一章]（2005年10月20日、桃太郎映像出版）
- ひとひらの旅　旦那に内緒で不倫旅行[第十四章]（2006年4月7日、桃太郎映像出版）
- ひとひらの旅　旦那に内緒で不倫旅行[第十七章]（2006年11月19日、桃太郎映像出版）

「七海菜々」名義でリリース
2005年
- ビージーン（3月4日、桃太郎映像出版）
- 校内射精（4月29日、桃太郎映像出版）
- 淫・崩壊 淫女覚醒（5月20日、桃太郎映像出版）
- 体感ファックif...chapter X 美女拉致監禁淫乱性奴隷調教（6月24日、桃太郎映像出版）
- ハッスル淫語（7月15日、桃太郎映像出版）
- Wild Thing X（8月12日、桃太郎映像出版）
- HELP ME!!（9月2日、桃太郎映像出版）
- パイパンライフ（11月17日、桃太郎映像出版）
- 家庭教師 プライベートレッスン（12月2日、桃太郎映像出版）

2006年
- パイパン女スパイ737（1月2日、桃太郎映像出版）
- ウチ★コイ（2月16日、桃太郎映像出版）
- 超攻撃的パイパン痴女 Sexual Monster（3月19日、桃太郎映像出版）
- 体感ファックif...41 もしも隣のお姉さんがパイパンエロエロお姉さんだったら（5月7日、桃太郎映像出版）
- Eros 肉棒の虜（6月7日、桃太郎映像出版）
- 昔、クラスで一番モテた女とラブラブする2（6月25日、しのだプロジェクト）
- 僕らの天使たち（7月7日 桃太郎映像出版）他出演:西田美沙、みゆき真実、三津なつみ、宝月ひかる、小森美王、椎名れいか、ひな
- 奴隷島 第五章 哀辱は亡き父と共に…（9月7日、アタッカーズ）共演:羽田夕夏、桜田さくら、MAYA
- 集団痴女オフィス VOL.2（11月1日、アイデアポケット）共演:日向ゆず葉、片桐なお、松野しほ、真瀬ゆいの
- 淫女、乱交、ハードコア。 七海菜々 原千尋（11月7日、プレミアム）共演:原千尋
- 初めての、黒人とFUCK（12月7日、プレミアム）

2007年
- 奴隷島 第八章 黒い屈辱…（3月7日、アタッカーズ）共演:橘未稀、星野めぐ、MAYA
- 淫魔スコープ 追い詰められて… モデルの屈辱（4月7日、アタッカーズ）
- 癒らし。VOL33（5月31日、アウダースジャパン）
- 雌女anthology #046 「女の口はもっと嘘をつく。」（7月5日、アウダースジャパン）
- 若妻の肌ざわり（7月10日、光夜蝶）
- イカサレ4時間 5（7月20日、ケイ・エム・プロデュース）共演:大沢佑香（晶エリー、新井エリー）、真中かおり
- 潮吹きバラエティー‘噴射の神様’ Vol.6 完全版（7月20日、ケイ・エム・プロデュース）
- 綺麗な女医さんに犯されたい（11月13日、溜池ゴロー）
- 兄貴の嫁さん（12月13日、溜池ゴロー）

2008年
- 超豪華有名女優未公開映像とってもスケベなフェラッ娘たち!淫乱お口編（1月19日 桃太郎映像出版）他出演:Rico、愛田るか、桜このみ、志村玲子、翔田千里、友田真希、林マリア、星野あかり、松本亜璃沙、望月るあ